# Raffaella Carrà
Raffaella Carrà [raffaˈɛlla karˈra], właśc. Raffaella Maria Roberta Pelloni (ur. 18 czerwca 1943 w Bolonii, zm. 5 lipca 2021 w Rzymie) – włoska piosenkarka, tancerka i aktorka, osobowość telewizyjna. Absolwentka Centro sperimentale di cinematografia. W latach 70. kilkakrotnie prowadziła program Canzonissima.

## Życiorys
Dzieciństwo spędziła w Bellaria-Igea Marina, niedaleko Rimini. Kiedy miała osiem lat, przeprowadziła się do Rzymu, aby pójść w ślady Jii Ruskai, założycielki Accademia nazionale di danza. Ukończyła Centro Sperimentale di Cinematografia w Rzymie.
Jako aktorka zadebiutowała rolą Grazielli w filmie Mario Bonnarda Tormento del Passato (1952). Osiem lat później wystąpiła w filmie Florestano Vanciniego Długa noc w 1943 (La lunga notte del '43, 1960).

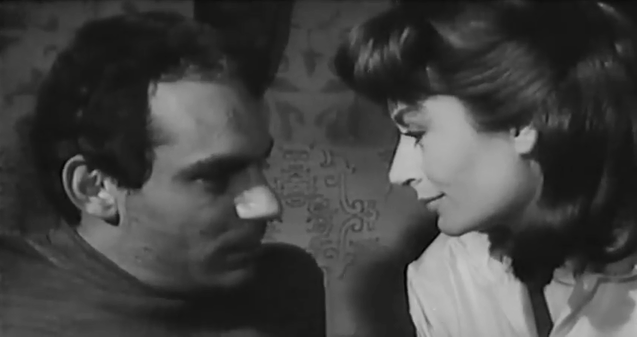
Carrà i Gian Maria Volonté w filmie Il terrorista (1963)

W 1961 przyjęła pseudonim Raffaella Carrà, pod którym kontynuowała karierę aktorską, występując m.in. w filmach: 5 marines per 100 ragazze (1962), L’Ombra di Zorro (1962), Towarzysze (1963), La Chance et l’Amour (1964) i Ekspres von Ryana (1965).
W 1970 z powodzeniem wystąpiła w telewizji, w programie Io Agata e tu (razem z Nino Taranto i Nino Ferrerem), w którym tańczyła przez kilka minut w charakterystycznym dla siebie stylu. W tym samym roku zadebiutowała u boku Corrado w programie Canzonissima, śpiewając piosenkę „Ma che musica maestro!”. Canzonissimę poprowadziła również w roku następnym, lansując swoje hity: „Tuca Tuca” i „Chissà se va”. W 1974 po raz pierwszy poprowadziła Canzonissimę, tym razem z Topo Gigio i parą komików Cochi e Renato. W trakcie programu wylansowała pierwszą włoską piosenkę w stylu disco – „Rumore”, spopularyzowaną następnie we wszystkich włoskich dyskotekach oraz za granicą, m.in. w Hiszpanii, Francji, Grecji, Turcji, Holandii, Japonii, ZSRR, Kanadzie i Ameryce Południowej.
Po powrocie do Włoch w 1978 wylansowała przebój, „Tanti auguri” (znany również jako „Com'è bello far l’amore da Trieste in giù). Sukcesy te były wstępem do jej kariery telewizyjnej i występów w programach: Ma che sera (1978), Fantastico 3 (1982), Pronto, Raffaella? (1984 i 1985), Buonasera Raffaella i Domenica In (1985/1986). W 1987 odeszła z RAI do Mediaset, dla której zrealizowała programy: Raffaella Carrà Show i Il principe azzurro, jednak nie zdobyły one jednak dużej widowni. W 1989 wznowiła współpracę z telewizją Rai, dla której przez kolejne dwa lata współprowadziła (z Johnnym Dorellim) program Fantastico 12.
W latach 1992–1995 mieszkała w Hiszpanii, gdzie prowadziła program Hola Raffaella dla Televisión Española. Po powrocie do Włoch w 1995 zrealizowała cieszący się powodzeniem program Carràmba che sorpresa. W 2001 poprowadziła Festiwal Piosenki Włoskiej w San Remo. W kolejnych latach prowadziła różne programy telewizyjne, m.in.: Sogni (2004) i Amore (2006). W 2014 wystąpiła gościnnie na Festiwalu Piosenki Włoskiej w San Remo z utworami: „Fun fun fun” i „Ciao Ciao”.
Zmarła 5 lipca 2021 w Rzymie w wieku 78 lat na raka płuc, chorobę, na którą cierpiała przez długi czas, ale szczegóły zostały ujawnione dopiero po jej śmierci. Dwa dni później trumna z jej ciałem wyruszyła z jej domu w kondukt żałobny przechodząc przez główne studia RAI, Foro Italico i Teatro delle Vittorie, aby dotrzeć do Kapitolu, gdzie w ratuszu rzymskim wystawiono na widok publiczny. Zgodnie z wolą artystki urnę z jej prochami przetransportowano do Kościoła św. Stefana w Porto Santo Stefano oraz do Sanktuarium św. Ojca Pio z Pietrelciny w
San Giovanni Rotondo. Ostatecznie jej prochy zostały złożone przy kościelnym cmentarzu komunalnym Porto Santo Stefano.

## Dyskografia

### Albumy włoskie[10]
- 1971 – Raffaella Carrà
- 1971 – Raffaella
- 1972 – Raffaella senzarespiro
- 1973 – Scatola a sorpresa
- 1974 – Milleluci
- 1974 – Felicita’ Ta’ Ta'
- 1975 – Il meglio di Raffaella Carrà
- 1976 – Forte Forte Forte
- 1977 – I successi di Raffaella Carrà
- 1977 – Fiesta
- 1977 – Ritratto di Raffaella Carrà
- 1978 – Carrà sera
- 1978 – Raffaella
- 1979 – Applauso (picture disc)
- 1979 – Applauso
- 1980 – Mi spendo tutto
- 1982 – Raffaella Carrà
- 1982 – Fantastica
- 1983 – Fatalità
- 1984 – Bolero
- 1984 – Pronto.... Raffaella?
- 1985 – Fidati!
- 1986 – Curiosità
- 1987 – I grandi successi di Raffaella Carrà (2LP)
- 1988 – Raffaella
- 1988 – Parti di me
- 1990 – Applauso
- 1990 – Mi spendo tutto
- 1990 – Inviato Speciale
- 1991 – Raffaella Carrà
- 2013 – Replay (The Album)

### Inne albumy[11]
- 1975 – Rumore
- 1976 – Male
- 1976 – Raffaella Carrà (En Castellano)
- 1977 – Liebelei
- 1977 – Σώου (Show)
- 1977 – A Far L’Amore Comincia Tu
- 1978 – Hay Que Venir Al Sur
- 1980 – Latino
- 1982 – Raffaella Carrà '82
- 1982 – Raffaella Carrà '82
- 1984 – Raffaella Carrà
- 1996 – Fiesta – Grandes Exitos
- 1996 – Carràmba Che Rumba!
- 1998 – Carramix
- 2004 – Cuando Calienta El Sol
- 2013 – Replay The Album
- rok nieznany – Greatest Hits
- rok nieznany – Sus 14 Grandes Éxitos

### Single włoskie[12]
- 1970 – „Ma che musica maestro” / „Non ti mettere con Bill”
- 1970 – „Reggae rrr! (parte prima)” / „Reggae rrr! (parte seconda)”
- 1971 – „Chissà chi sei” / „Dudulalà”
- 1971 – „Chissà se va” / „Perdono, non lo faccio più”
- 1971 – „Tuca tuca” / „Vi dirò la verità”
- 1972 – „Maga Maghella” / „Papà”
- 1972 – „Borriquito” / „Raindrops keep fallin’on my head”
- 1972 – „Tuca tuca, si” / „Accidenti a quella sera”
- 1972 – „T’ammazzerei” / „Era solo un mese fa”
- 1974 – „Din don dan” / „Bumba mama”
- 1974 – „Felicità tà tà” / „Ma che sera”
- 1974 – „Rumore” / „Si, ci sto”
- 1974 – „Rumore” / „Mi viene da piangere”
- 1974 – „Felicità tà tà” / „Il guerriero”
- 1975 – „Male” / „Sciocco”
- 1975 – „Tornerai” / „53 53 456”
- 1976 – „Forte forte forte” / „A far l’amore comincia tu”
- 1976 – „Forte forte forte” / „A far l’amore comincia tu” (wznowienie)
- 1977 – „Fiesta” / „A far l’amore comincia tu”
- 1978 – „Tanti Auguri” / „Black cat / A million dollars”
- 1978 – „Tanti auguri” / „Amoa”
- 1979 – „E salutala per me” / „Ciak”
- 1980 – „Pedro” / „Maria Marì”
- 1980 – „Mi spendo tutto” / „Io non vivo senza te”
- 1982 – „Ballo ballo” / „Dammi un bacio”
- 1982 – „Ballo ballo” / „Dammi un bacio” (wznowienie w innej okładce)
- 1983 – „Soli sulla luna” / „Ahi”
- 1983 – „Fatalità” / „Ne con te, ne senza te”
- 1984 – „Que dolor” / „Spera, aspetta e spera”
- 1984 – „Dolce far niente” / „Io ti amo”
- 1985 – „Amico” / „Tele-telefonarti”
- 1985 – „Fidati” / „Bacio”
- 1988 – „Voglio tutto, soprattutto te” / „Abbracciami”
- 1990 – „Ballando soca dance” / „Sognando soca dance”
- 2013 – „Tuca tuca” / „Vi dirò la verità”

W 2024 ukazała się odświeżona wersja utworu „Pedro” w remiksie Jaxomy’ego i Agatino Romero.